# Кейто (Вісконсин)
Кейто (англ. Cato) — місто (англ. town) в США, в окрузі Манітовок штату Вісконсин. Населення — 1621 особа (2020).

## Демографія
Згідно з переписом 2010 року, у місті мешкало 1566 осіб у 590 домогосподарствах у складі 483 родин. Було 621 помешкання
Расовий склад населення:
| - 98,2 % — білих - 0,7 % — азіатів - 0,3 % — корінних американців - 0,1 % — чорних або афроамериканців |

До двох чи більше рас належало 0,4 %. Частка іспаномовних становила 1,1 % від усіх жителів.
За віковим діапазоном населення розподілялося таким чином: 22,8 % — особи молодші 18 років, 64,2 % — особи у віці 18—64 років, 13,0 % — особи у віці 65 років та старші. Медіана віку мешканця становила 44,2 року. На 100 осіб жіночої статі у місті припадало 108,0 чоловіків;  на 100 жінок у віці від 18 років та старших — 105,3 чоловіків також старших 18 років.
Середній дохід на одне домашнє господарство  становив 88 680 доларів США (медіана — 76 000), а середній дохід на одну сім'ю — 91 446 доларів (медіана — 82 105). Медіана доходів становила 53 417 доларів для чоловіків та 42 102 долари для жінок. За межею бідності перебувало 7,7 % осіб, у тому числі 17,1 % дітей у віці до 18 років та 1,5 % осіб у віці 65 років та старших.
Цивільне працевлаштоване населення становило 899 осіб. Основні галузі зайнятості: виробництво — 26,0 %, освіта, охорона здоров'я та соціальна допомога — 18,8 %, сільське господарство, лісництво, риболовля — 13,2 %, транспорт — 8,2 %.